# Recomeçar (canção)
"Recomeçar" é uma canção gravada pela banda brasileira Restart. Foi lançada como o primeiro single de seu álbum de estreia homônimo. Seu videoclipe ganhou o Clipe do Ano na MTV Video Music Brasil 2010. A canção foi tocada ao vivo no HSBC Brasil em 28 de março de 2010.

## Formação
- Pe Lanza – baixo, vocais
- Pe Lu – guitarra, vocais
- Koba – guitarra, vocais de apoio
- Thominhas – bateria

## Alinhamento das faixas
| N.º            | Título                                    | Compositor(es) | Produtor(es)            | Duração |  |
| 1.             | "Recomeçar"                               | Koba           | Guto Campos             | 3:18    |  |
| 2.             | "Recomenzar (Recomeçar)"                  | Koba           | Guto Campos e Ale Sergi | 3:18    |  |
| 3.             | "Recomeçar" (Life In Cartoon Motion RMX)  | Koba           | G. Campos               | 3:02    |  |
| 4.             | "Recomenzar" (Life In Cartoon Motion RMX) | Koba           | G. Campos e Ale Sergi   | 3:02    |  |
| 5.             | "Recomeçar" (Acustica)                    | Koba           | G. Campos               | 3:28    |  |
| 6.             | "Recomenzar" (Acustica)                   | Koba           | G. Campos e Ale Sergi   | 3:28    |  |
| Duração total: | Duração total:                            | Duração total: | Duração total:          | 18:96   |  |

## Prêmios e indicações
| Ano  | Organização            | Categoria    | Resultado | Ref.        |
| ---- | ---------------------- | ------------ | --------- | ----------- |
| 2012 | MTV Video Music Brasil | Clipe do Ano | Venceu    | [ 1 ] [ 2 ] |